# Asactopholis pectoralis
Asactopholis pectoralis är en skalbaggsart som beskrevs av Moser 1908. Asactopholis pectoralis ingår i släktet Asactopholis och familjen Melolonthidae. Inga underarter finns listade.